# Ivry-sur-Seine

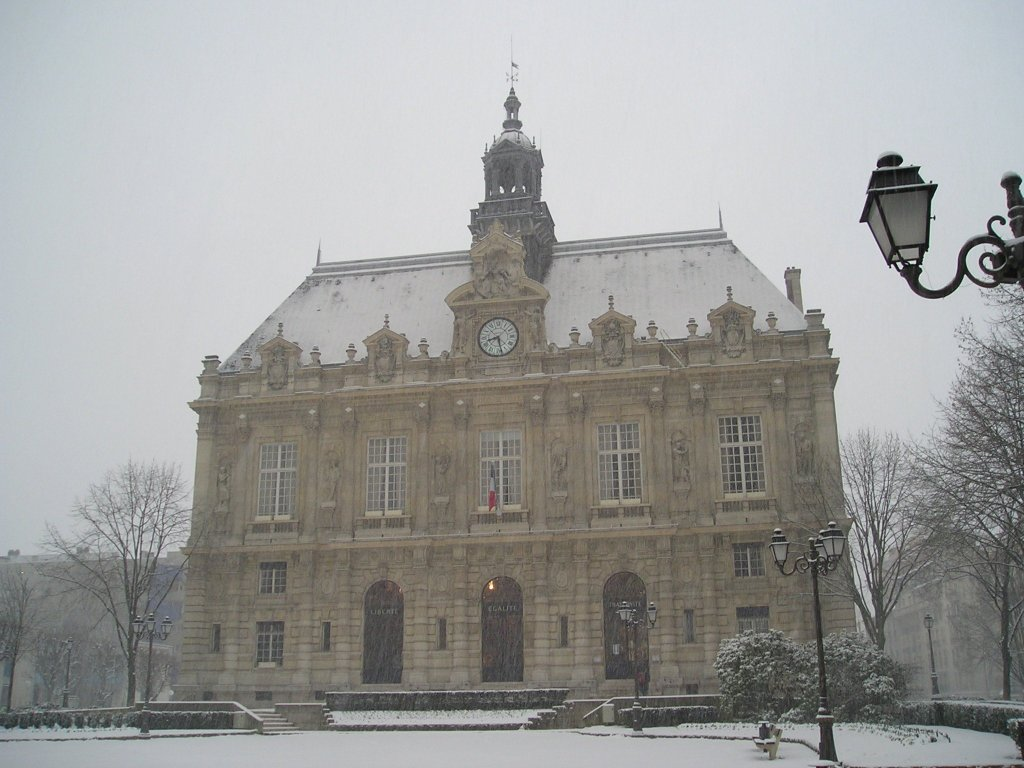
Primăria

Ivry-sur-Seine este un oraș în Franța, în departamentul Val-de-Marne, în regiunea Île-de-France, la sud-est de Paris.

## Educație
- École des technologies numériques appliquées
- ESME Sudria
- École supérieure d'informatique, électronique, automatique
- Institut polytechnique des sciences avancées

## Personalități
- Madeleine Delbrêl (1904–1964), scriitoare